# Chamaemyia aestiva
Chamaemyia aestiva – gatunek muchówki z rodziny srebrnikowatych i podrodziny Chamaemyiinae.
Gatunek ten opisany został w 1970 roku przez Witalija Nikołajewicza Tanasijczuka.
Muchówka o ciele długości od 2 do 3,2 mm. Głowa jej jest nie dłuższa niż wysoka, zaopatrzona w szczecinki orbitalne i przyoczkowe, o jednolicie szarym czole. Czułki są czarne z żółtą nasadą trzeciego członu. Barwa głaszczków jest żółta. Chetotaksja śródplecza obejmuje trzy pary szczecinek śródplecowych i jedną parę przedtarczkowych. Odwłok ma tergity bez czarnych przepasek, za to te od trzeciego do piątego z dwoma ciemnymi plamkami każdy. Narządy rozrodcze samca odznaczają się prawie symetrycznie rozszerzoną podstawą fallusa.
Owad znany z Finlandii, Szwajcarii, Polski, Litwy, Czech, Słowacji, Węgier, Białorusi, Ukrainy, Bułgarii, europejskiej części Rosji, Afryki Północnej, Bliskiego Wschodu i wschodniej Palearktyki.